# Gran Premio degli Stati Uniti d'America 2000
Il Gran Premio degli Stati Uniti 2000 è stato un Gran Premio di Formula 1 disputato il 24 settembre 2000 su di un tracciato ricavato all'interno del famoso ovale di Indianapolis. La gara, la prima disputata negli Stati Uniti d'America dal 1991, fu vinta da Michael Schumacher su Ferrari, davanti al compagno di squadra Rubens Barrichello e a Heinz-Harald Frentzen su Jordan - Mugen Honda.

## Vigilia

### Aspetti sportivi
La Formula 1 tornò a correre negli Stati Uniti d'America dopo otto anni di assenza: l'ultima edizione del Gran Premio era stata disputata nel 1991 su un circuito cittadino ricavato dalle strade di Phoenix, mentre per la gara del 2000 fu approntato un tracciato che sfruttava in parte l'Indianapolis Motor Speedway. In particolare, il circuito della Formula 1 utilizzava l'ultima curva e il rettilineo d'arrivo del famoso ovale, che venivano raccordate da una serie di curve, piuttosto tortuose, ricavate nel catino. Il nuovo circuito ottenne reazioni positive da parte dei piloti, con le uniche critiche rivolte alle curve più lente del tracciato.
Mika Häkkinen si presentò alla gara al comando della classifica mondiale, con 80 punti. Il pilota della McLaren era insidiato però da vicino da Michael Schumacher, che grazie alla vittoria nel precedente Gran Premio d'Italia aveva ridotto il distacco dal rivale ad appena due punti. Anche il confronto nel campionato costruttori era piuttosto serrato, con la McLaren-Mercedes in vantaggio di quattro lunghezze sulla Ferrari. La Williams-BMW aveva ormai consolidato il terzo posto in classifica, seppur molto staccata.

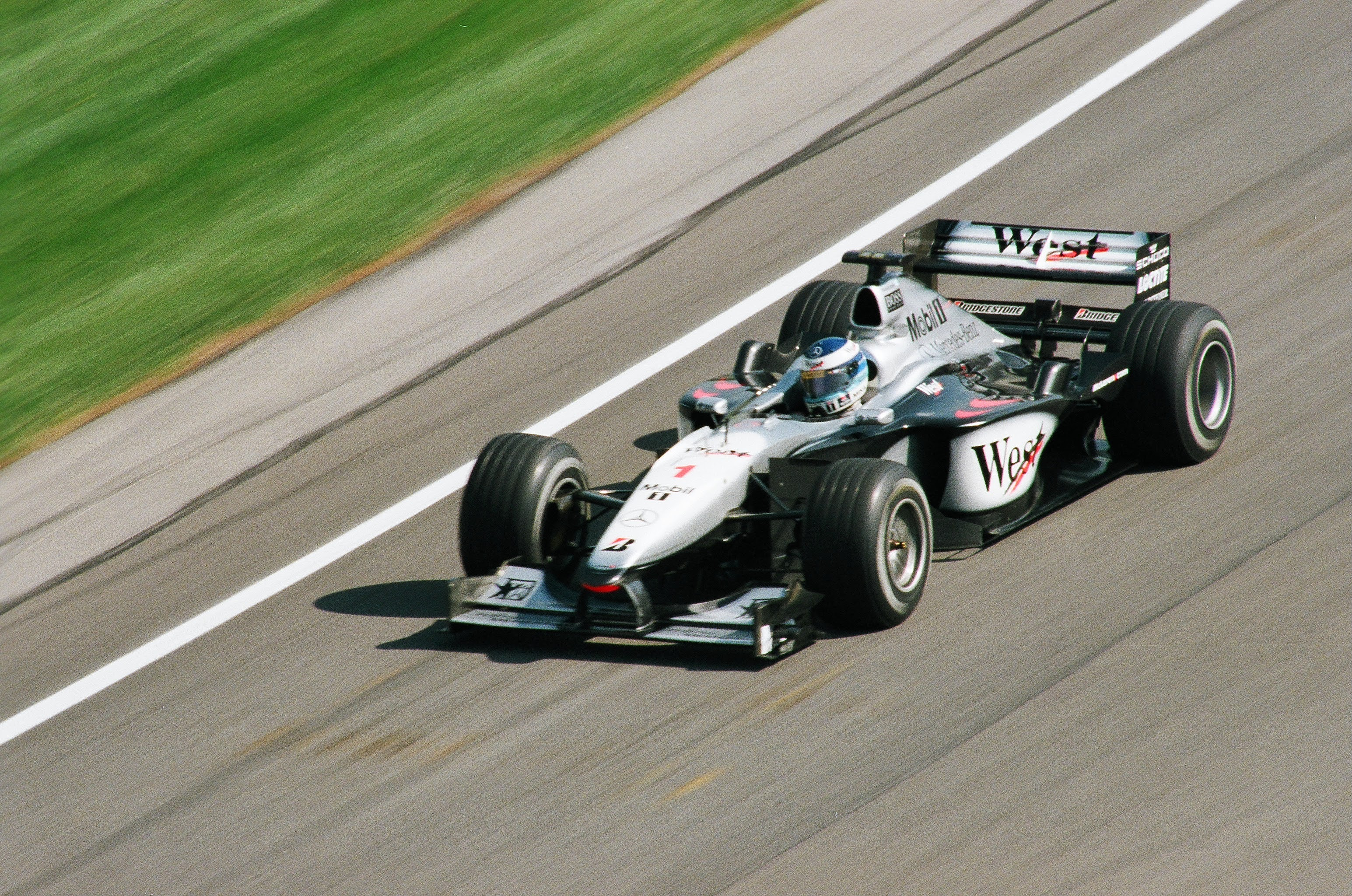
Mika Häkkinen alla guida della sua McLaren. Il ritiro in gara costò al finlandese la testa della classifica mondiale.

Nella settimana successiva alla gara di Monza diverse scuderie effettuarono delle giornate di test in preparazione alla trasferta statunitense. Ferrari, McLaren e Sauber si recarono al Mugello, dove la scuderia svizzera fece esordire il promettente Kimi Räikkönen, fresco vincitore del campionato britannico di Formula Renault; la Ferrari effettuò dei test anche a Fiorano con il collaudatore Luca Badoer alla guida. Williams e Benetton si recarono all'Estoril, mentre Jaguar e BAR optarono per Silverstone.

### Aspetti tecnici
L'unica scuderia a introdurre una novità di rilievo fu la Williams, che portò in pista un nuovo alettone anteriore con un profilo principale a freccia, soluzione già adottata dalla Ferrari. Per il resto, le squadre si concentrarono soprattutto sulla ricerca dell'assetto ideale per il nuovo circuito, caratterizzato da un lungo tratto percorso in pieno, ma anche da diverse curve lente. La mancanza di esperienze pregresse sul circuito portò ad alcuni esperimenti: venerdì la Arrows schierò le vetture con una configurazione aerodinamica a basso carico, simile a quella impiegata a Monza, che permetteva di raggiungere velocità molto elevate sul rettilineo principale (oltre 350 km/h) ma che, di converso, si rivelò troppo penalizzante nel tratto guidato. Anche Williams e Sauber provarono soluzioni simili, ma alla fine la maggior parte delle scuderie scelse una soluzione di compromesso, adottando la stessa configurazione aerodinamica utilizzata nel Gran Premio del Belgio. 
Particolare attenzione fu riservata anche agli pneumatici, molto sollecitati sull'ultima curva prima del traguardo, dall'architettura sopraelevata. Per evitare possibili cedimenti, la Bridgestone impose di mantenersi in un intervallo di pressioni compreso tra i 19 e i 23 psi e le scuderie adottarono un'insolita asimmetria nel gonfiaggio degli pneumatici, con delle pressioni più elevate sul lato sinistro, quello maggiormente sollecitato.

## Prove libere

### Risultati
I tempi migliori della prima sessione di prove libere di venerdì furono i seguenti:
| Pos | Nº | Pilota             | Costruttore        | Tempo    |
| --- | -- | ------------------ | ------------------ | -------- |
| 1   | 3  | Michael Schumacher | Ferrari            | 1'14"927 |
| 2   | 4  | Rubens Barrichello | Ferrari            | 1'15"144 |
| 3   | 1  | Mika Häkkinen      | McLaren - Mercedes | 1'15"707 |

I tempi migliori della seconda sessione di prove libere di venerdì furono i seguenti:
| Pos | Nº | Pilota             | Costruttore        | Tempo    |
| --- | -- | ------------------ | ------------------ | -------- |
| 1   | 2  | David Coulthard    | McLaren - Mercedes | 1'14"561 |
| 2   | 1  | Mika Häkkinen      | McLaren - Mercedes | 1'14"695 |
| 3   | 3  | Michael Schumacher | Ferrari            | 1'14"996 |

I tempi migliori delle sessioni di prove libere di sabato mattina furono i seguenti:
| Pos | Nº | Pilota             | Costruttore        | Tempo    |
| --- | -- | ------------------ | ------------------ | -------- |
| 1   | 3  | Michael Schumacher | Ferrari            | 1'14"804 |
| 2   | 4  | Rubens Barrichello | Ferrari            | 1'15"014 |
| 3   | 2  | David Coulthard    | McLaren - Mercedes | 1'15"139 |

## Qualifiche

### Resoconto
Michael Schumacher ottenne ad Indianapolis la trentesima pole position in carriera, precedendo di circa un decimo di secondo David Coulthard. Il pilota scozzese, quarto fino a pochi minuti dal termine della sessione, approfittò della scia offertagli dal compagno di squadra Mika Häkkinen per staccare il secondo tempo. In seconda fila si piazzarono Mika Häkkinen e Rubens Barrichello, seguiti da Jarno Trulli, rallentato nel suo terzo e ultimo tentativo lanciato da un calo di potenza, e Jenson Button. Completarono il gruppo dei primi dieci Heinz-Harald Frentzen, Jacques Villeneuve, Pedro Diniz e Ralf Schumacher, autore di un testacoda.

### Risultati
| Pos | No | Pilota                | Costruttore          | Tempo    | Distacco |
| --- | -- | --------------------- | -------------------- | -------- | -------- |
| 1   | 3  | Michael Schumacher    | Ferrari              | 1'14"266 |          |
| 2   | 2  | David Coulthard       | McLaren - Mercedes   | 1'14"392 | +0"126   |
| 3   | 1  | Mika Häkkinen         | McLaren - Mercedes   | 1'14"428 | +0"162   |
| 4   | 4  | Rubens Barrichello    | Ferrari              | 1'14"600 | +0"334   |
| 5   | 6  | Jarno Trulli          | Jordan - Mugen Honda | 1'15"006 | +0"740   |
| 6   | 10 | Jenson Button         | Williams - BMW       | 1'15"017 | +0"751   |
| 7   | 5  | Heinz-Harald Frentzen | Jordan - Mugen Honda | 1'15"067 | +0"801   |
| 8   | 22 | Jacques Villeneuve    | BAR - Honda          | 1'15"317 | +1"051   |
| 9   | 16 | Pedro Diniz           | Sauber - Petronas    | 1'15"418 | +1"152   |
| 10  | 9  | Ralf Schumacher       | Williams - BMW       | 1'15"484 | +1"518   |
| 11  | 12 | Alexander Wurz        | Benetton - Playlife  | 1'15"762 | +1"496   |
| 12  | 23 | Ricardo Zonta         | BAR - Honda          | 1'15"784 | +1"518   |
| 13  | 19 | Jos Verstappen        | Arrows - Supertec    | 1'15"808 | +1"542   |
| 14  | 17 | Mika Salo             | Sauber - Petronas    | 1'15"881 | +1"615   |
| 15  | 11 | Giancarlo Fisichella  | Benetton - Playlife  | 1'15"907 | +1"641   |
| 16  | 15 | Nick Heidfeld         | Prost - Peugeot      | 1'16"060 | +1"794   |
| 17  | 7  | Eddie Irvine          | Jaguar - Ford        | 1'16"098 | +1"832   |
| 18  | 18 | Pedro de la Rosa      | Arrows - Supertec    | 1'16"143 | +1"877   |
| 19  | 8  | Johnny Herbert        | Jaguar - Ford        | 1'16"225 | +1"959   |
| 20  | 14 | Jean Alesi            | Prost - Peugeot      | 1'16"471 | +2"205   |
| 21  | 21 | Gastón Mazzacane      | Minardi - Fondmetal  | 1'16"809 | +2"543   |
| 22  | 20 | Marc Gené             | Minardi - Fondmetal  | 1'17"161 | +2"895   |

## Warm-up

### Risultati
I tempi migliori fatti segnare nel warm up di domenica mattina furono i seguenti:
| Pos | No | Pilota             | Costruttore        | Tempo    |
| --- | -- | ------------------ | ------------------ | -------- |
| 1   | 2  | David Coulthard    | McLaren - Mercedes | 1'23"144 |
| 2   | 1  | Mika Häkkinen      | McLaren - Mercedes | 1'23"706 |
| 3   | 3  | Michael Schumacher | Ferrari            | 1'23"922 |

## Gara

### Resoconto

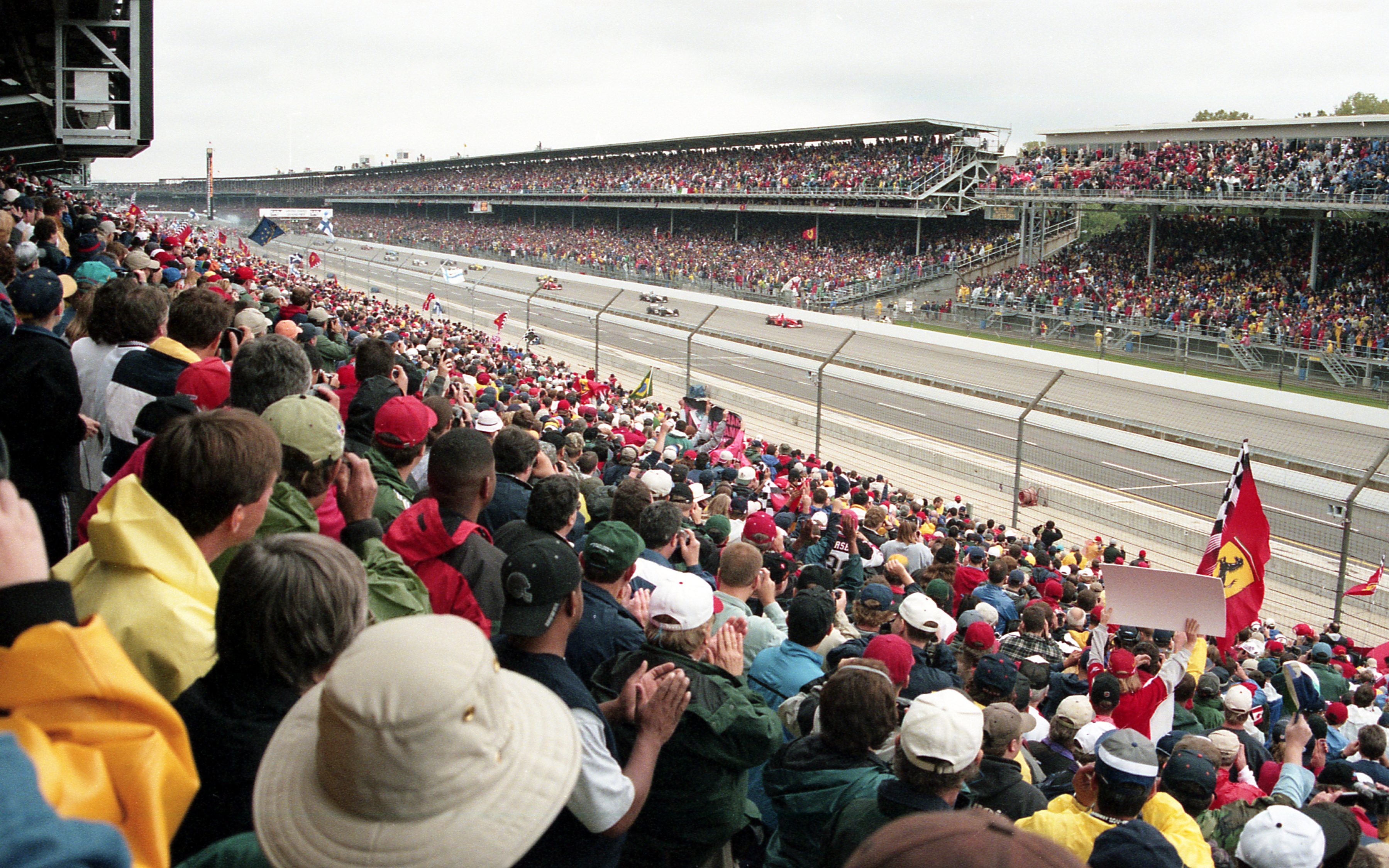
Lo schieramento di partenza

Come nell'appuntamento in Belgio di un mese prima, anche nell'Indiana la gara partì con la pista ancora umida per via della pioggia caduta la domenica mattina. Al via, David Coulthard si mosse nettamente in anticipo rispetto allo spegnimento dei semafori, sopravanzando Michael Schumacher e prendendo il comando della corsa. La partenza anticipata sarebbe costata una penalità al pilota scozzese che nel frattempo, tuttavia, con un gioco di squadra fin troppo palese – e non esente da critiche –, a più riprese cercò di ostacolare il tedesco della Ferrari onde favorire il recupero da parte di Mika Häkkinen. Frattanto al secondo giro Jenson Button urtò Jarno Trulli nel tentativo di superarlo: entrambi riuscirono a ripartire ma dovettero poi effettuare una sosta ai box per le riparazioni e furono infine i primi a ritirarsi, il primo per il cedimento del propulsore e il secondo a causa della rottura di una ruota.
All'inizio del sesto giro Michael Schumacher ruppe gli indugi e superò Coulthard alla fine del rettilineo principale, portandosi al comando. Alla termine della stessa tornata alcuni piloti cominciarono a fermarsi per montare gomme da asciutto: la mossa si rivelò azzardata poiché la maggior parte della pista era ancora troppo umida per quel tipo di pneumatici, ciò nonostante fu imitata da quasi tutto lo schieramento ad eccezione di Michael Schumacher, Heinz-Harald Frentzen e Gastón Mazzacane. Mentre Coulthard scontò uno stop and go di penalità all'ottavo passaggio, in testa alla corsa Michael Schumacher, avvantaggiato dalla sue coperture, cominciò a frapporre un crescente vantaggio sugli avversari, che arrivò a toccare i quarantacinque secondi.

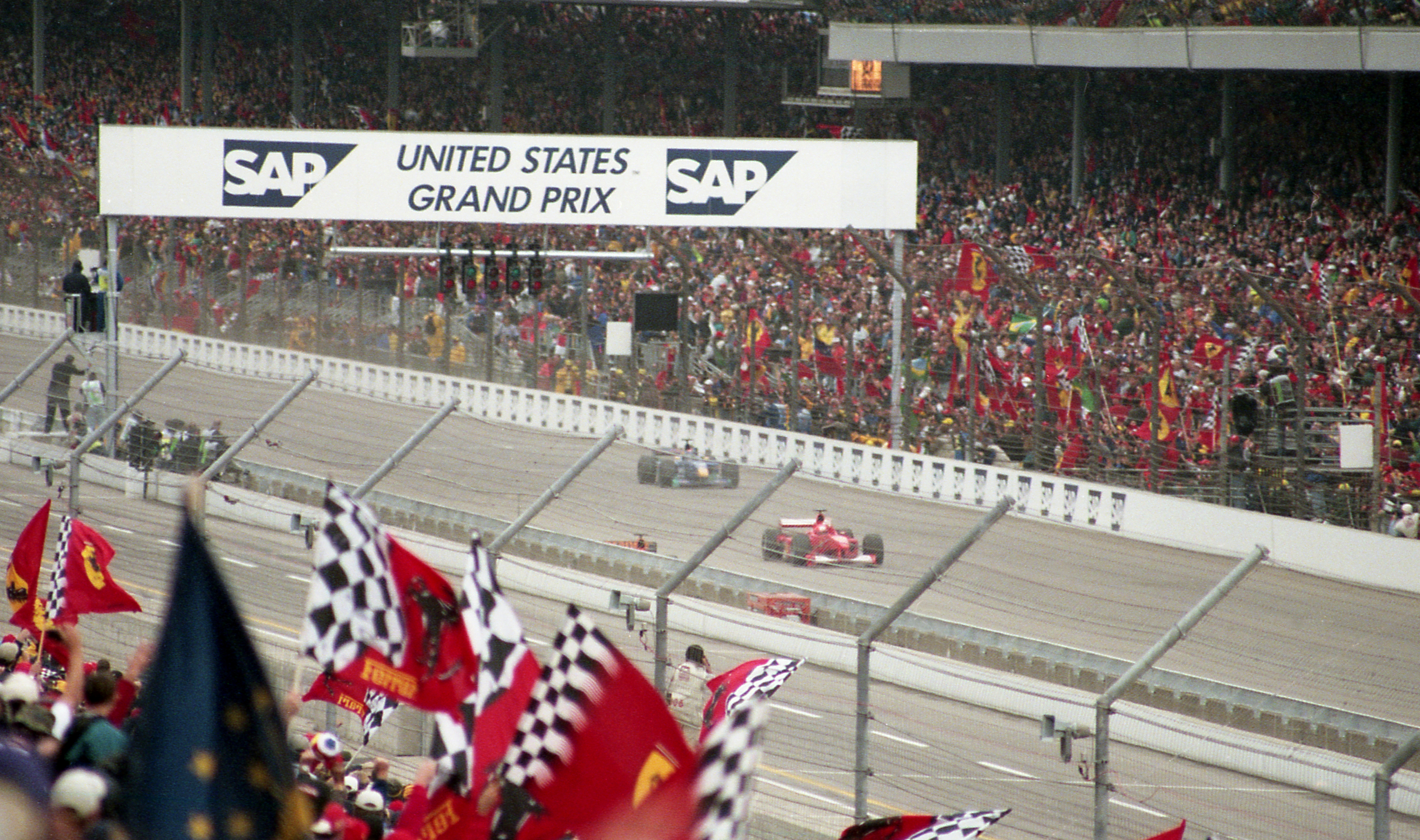
Michael Schumacher tagliò il traguardo in prima posizione.

Più indietro Häkkinen faticò inizialmente a rimontare – rimanendo anche bloccato per tre giri dietro alla Minardi di Mazzacane – e, quando al sedicesimo giro Michael Schumacher non poté più ritardare l'entrata ai box per montare pneumatici da asciutto, il finlandese si trovava a sedici secondi di distacco dal rivale. Tuttavia, giovando del minor quantitativo di carburante a bordo in questa fase della gara oltreché di coperture già in temperatura, da questo momento la McLaren si mostrò più performante rispetto alla Ferrari sicché Häkkinen, a suon di giri veloci, ridusse progressivamente il ritardo da Michael Schumacher assottigliandolo a circa quattro secondi nello spazio di dieci tornate; il finlandese chiese però troppo alla sua monoposto, che nel corso del ventiseiesimo passaggio ruppe il motore costringendolo al ritiro.
Il tedesco continuò quindi a condurre la gara, seguito dal fratello Ralf, da Frentzen e dalla sorprendente Arrows di Jos Verstappen, che però si ritirò poco prima di metà gara per problemi ai freni. Rubens Barrichello e Coulthard rimontarono lentamente il terreno perso nelle fasi iniziali, con la scozzese che fece segnare a più riprese il giro veloce; il brasiliano approfittò invece delle difficoltà occorse a Ralf Schumacher, ritiratosi a causa della rottura del circuito di distribuzione pneumatica della sua Williams, e a Jacques Villeneuve, autore di un testacoda, per risalire fino al terzo posto, appena dietro alla Jordan di Frentzen che poi superò durante il pit stop.
Nonostante il brivido di un fuoripista nelle fasi finali di gara, Michael Schumacher tagliò il traguardo in prima posizione davanti al compagno di squadra, riportando una vittoria fondamentale nell'ottica del mondiale piloti per via della débâcle di Häkkinen, ora staccato di 8 lunghezze dal ferrarista: la casa di Maranello, grazie alla doppietta conquistata e ai soli due punti ottenuti dalla McLaren, con Coulthard quinto all'arrivo, si portò inoltre in testa al mondiale costruttori con dieci punti di vantaggio sui rivali di Woking. Il podio fu completato da Frentzen, che precedette di pochi decimi Villeneuve, mentre sesta giunse l'altra BAR di Ricardo Zonta, col brasiliano a punti per il secondo Gran Premio consecutivo.

### Risultati
| Pos      | No | Pilota                | Costruttore          | Giri | Tempo/Ritiro e posizione al ritiro | Partenza | Punti |
| -------- | -- | --------------------- | -------------------- | ---- | ---------------------------------- | -------- | ----- |
| 1        | 3  | Michael Schumacher    | Ferrari              | 73   | 1h36'30"883                        | 1        | 10    |
| 2        | 4  | Rubens Barrichello    | Ferrari              | 73   | +12"118                            | 4        | 6     |
| 3        | 5  | Heinz-Harald Frentzen | Jordan - Mugen Honda | 73   | +17"368                            | 7        | 4     |
| 4        | 22 | Jacques Villeneuve    | BAR - Honda          | 73   | +17"936                            | 8        | 3     |
| 5        | 2  | David Coulthard       | McLaren - Mercedes   | 73   | +28"813                            | 2        | 2     |
| 6        | 23 | Ricardo Zonta         | BAR - Honda          | 73   | +51"694                            | 12       | 1     |
| 7        | 7  | Eddie Irvine          | Jaguar - Ford        | 73   | +1'11"115                          | 17       |       |
| 8        | 16 | Pedro Diniz           | Sauber - Petronas    | 72   | + 1 giro                           | 9        |       |
| 9        | 15 | Nick Heidfeld         | Prost - Peugeot      | 72   | + 1 giro                           | 16       |       |
| 10       | 12 | Alexander Wurz        | Benetton - Playlife  | 72   | + 1 giro                           | 11       |       |
| 11       | 8  | Johnny Herbert        | Jaguar - Ford        | 72   | + 1 giro                           | 19       |       |
| 12       | 20 | Marc Gené             | Minardi - Fondmetal  | 72   | + 1 giro                           | 22       |       |
| Ritirato | 14 | Jean Alesi            | Prost - Peugeot      | 64   | Motore (8°)                        | 20       |       |
| Ritirato | 21 | Gastón Mazzacane      | Minardi - Fondmetal  | 59   | Motore (14°)                       | 21       |       |
| Ritirato | 9  | Ralf Schumacher       | Williams - BMW       | 58   | Distribuzione (14°)                | 10       |       |
| Ritirato | 18 | Pedro de la Rosa      | Arrows - Supertec    | 45   | Cambio (13°)                       | 18       |       |
| Ritirato | 11 | Giancarlo Fisichella  | Benetton - Playlife  | 44   | Motore (17°)                       | 15       |       |
| Ritirato | 19 | Jos Verstappen        | Arrows - Supertec    | 34   | Freni (4°)                         | 13       |       |
| Ritirato | 1  | Mika Häkkinen         | McLaren - Mercedes   | 25   | Motore (2°)                        | 3        |       |
| Ritirato | 17 | Mika Salo             | Sauber - Petronas    | 18   | Testacoda (16°)                    | 14       |       |
| Ritirato | 10 | Jenson Button         | Williams - BMW       | 14   | Motore (8°)                        | 6        |       |
| Ritirato | 6  | Jarno Trulli          | Jordan - Mugen Honda | 12   | Rottura ruota (22°)                | 5        |       |

## Classifiche

### Piloti
| Pos. | Pilota                | Punti |
| ---- | --------------------- | ----- |
| 1    | Michael Schumacher    | 88    |
| 2    | Mika Häkkinen         | 80    |
| 3    | David Coulthard       | 63    |
| 4    | Rubens Barrichello    | 55    |
| 5    | Ralf Schumacher       | 24    |
| 6    | Giancarlo Fisichella  | 18    |
| 7    | Jacques Villeneuve    | 14    |
| 8    | Heinz-Harald Frentzen | 11    |
| 9    | Jenson Button         | 10    |
| 10   | Mika Salo             | 6     |
| 10   | Jarno Trulli          | 6     |
| 12   | Jos Verstappen        | 5     |
| 13   | Eddie Irvine          | 3     |
| 13   | Ricardo Zonta         | 3     |
| 15   | Alexander Wurz        | 2     |
| 15   | Pedro de la Rosa      | 2     |

### Costruttori
| Pos. | Team                 | Punti |
| ---- | -------------------- | ----- |
| 1    | Ferrari              | 143   |
| 2    | McLaren - Mercedes   | 133   |
| 3    | Williams - BMW       | 34    |
| 4    | Benetton - Playlife  | 20    |
| 5    | Jordan - Mugen Honda | 17    |
| 5    | BAR - Honda          | 17    |
| 7    | Arrows - Supertec    | 7     |
| 8    | Sauber - Petronas    | 6     |
| 9    | Jaguar - Ford        | 3     |